# ميلفورد (نيوهامشير)
ميلفورد (بالإنجليزية: Milford, New Hampshire)‏ هي بلدة أمريكية تقع في الولايات المتحدة في هيلسبوروغ. يقدر عدد سكانها بـ 15,115 نسمة ومساحتها 65.5 كم2وترتفع عن سطح البحر 79 متر.